# Aivalykus flavus
Aivalykus flavus är en stekelart som först beskrevs av Marsh 1993.  Aivalykus flavus ingår i släktet Aivalykus och familjen bracksteklar. Inga underarter finns listade i Catalogue of Life.